# Inga Abitova
Inga Eduardovna Abitova (ryska: Инга Эдуардовна Абитова), född 6 mars 1982 i Novokujbysjevsk i Ryska SFSR i Sovjetunionen, är en rysk före detta friidrottare som tävlade i långdistanslöpning.
Abitova tog guld på 10 000 meter vid EM i friidrott 2006 i Göteborg den 7 augusti 2006, på tiden 30.31,42 minuter vilket är ett nytt personbästa och den sjunde bästa tiden någonsin i Europa.
Hon vann också Belgrads Maraton 2005 på tiden 2:38.20 timmar. Hon deltog vidare vid VM 2007 i Osaka där hon slutade tolva på tiden 32.40,39. Hon deltog även vid olympiska sommarspelen 2008 i Peking där hon blev sexa på tiden 30.37,33. Omtestning 2016 av dopningsprov från OS i Peking 2008 visade att hennes prov innehöll förbjudna medel.
Vid EM 2010 misslyckades hon med att försvara sitt guld och slutade tvåa bakom Elvan Abeylegesse. Alla Abitovas resultat efter 2008 har sedermera strukits efter det positiva dopingprovet.